# مرخصی اجباری
مرخصی اجباری فیلمی به کارگردانی و نویسندگی رضا کریمی محصول سال ۱۳۴۴ است.

## خلاصه داستان
ناصر فداکار و تقی بی‌آزار در مؤسسه ای برای خوشه کار می‌کنند. خوشه از کار و رفتار آن‌ها رضایت ندارد و هر دو را به مرخصی اجباری می‌فرستد. آن دو با اتومبیل قراضهٔ زن صاحب خانه‌شان به سفر می‌روند و در جاده با مینا آشنا می‌شوند. مینا خوانندهٔ مشهوری است که عمه اش و مباشران او، سوسول و عبدالله بوقی مراقب او هستند، تا به فکر مطالبهٔ ثروتش، که عمه به کمک سعید و با جعل سند، آن را تصاحب کرده، نیفتد. سعید خواهان ازدواج با مینا و دریافت نیمی از ثروت او است. مینا ناصر را به کمک می‌طلبد. عمه با هیپنوتیزم کردن مینا بساط مراسم ازدواج سعید و مینا را فراهم می‌کند و ناصر به کمک مردی که وانمود می‌کند قادر است اشخاص را خواب و وادار به صحبت کند و با شلوغ کاری‌های تقی، که لباس زنانه به تن کرده، مراسم عقد آن‌ها را به هم می‌ریزند. تقی مینا را می‌رباید و ناصر سعید را تحویل پلیس می‌دهد. سرانجام ناصر با مینا و تقی با دوست مینا زندگی مشترکی را آغاز می‌کند.

## بازیگران
- پوری بنایی
- تقی ظهوری
- همایون
- رضا کریمی
- عزت‌الله مقبلی
- حمیده خیرآبادی
- حیدر صارمی
- رقیه چهره‌آزاد
- عبدالله محمدی
- احمد قدکچیان
- نعمت‌الله پیشواییان
- منصور سپهرنیا
- یدالله محمدی‌نژاد
- سمیرا (بازیگر)
- نیکخواه (بازیگر)
- حسن رضایی
- حسین محسنی
- پازوکی (بازیگر)
- رسابخش (بازیگر)